# Stier Gábor
Stier Gábor (1961) külpolitikai újságíró, elemző, publicista. A Demokrata és a Magyar Hang hetilapok külpolitikai szakújságírója, a moszkvater.com, a szláv világgal és a posztszovjet térséggel foglalkozó portál alapító főszerkesztője. Előtte a Magyar Nemzet konzervatív napilap munkatársa, 2000-től 2017-ig a külpolitikai rovat vezetője, majd a lap főmunkatársa volt. A lap utolsó moszkvai tudósítója volt. 

## Munkássága
Érdeklődési területe a posztszovjet térségre, valamint a globális geopolitikai folyamatokra terjed ki. Rendszeresen publikál külpolitikai folyóiratokban, írásai, interjúi megjelennek a közép- és kelet-európai sajtóban.  A Budapesti Metropolitan Egyetem kommunikáció szakának docense.
2009 óta rendszeresen meghívott résztvevője a Valdaj Klub éves rendezvényének.

## Műveiből
- A Putyin-rejtély (Korona Kiadó, 2000)

## Tagságai
- Tolsztoj Társaság a Magyar-Orosz Együttműködésért Egyesület elnökségi tagja

## Forrás
- moszkvater.com